# Le Courrier
Pour les articles homonymes, voir Le Courrier (homonymie).
Le Courrier est un quotidien suisse de langue française édité à Genève. Son titre est Courrier de Genève jusqu’en 1948. Il affiche le slogan « L'essentiel autrement », annonçant une ligne socio-politique "humaniste" et "progressiste".
Le Courrier est indépendant des principaux groupes de presse (Tamedia et Ringier). Il est en Suisse romande le seul quotidien régional payant financé à 70 % par les abonnements, il est soutenu par ses lecteurs à 80 % en tenant compte des souscriptions,.
Fondé en 1868 par l'Église catholique, c'est d'abord un journal conservateur, auquel le rédacteur en chef René Leyvraz donne une tendance social-chrétienne dans les années 1920 et après 1945. Le journal prend son indépendance rédactionnelle au début des années 1980 et devient financièrement totalement indépendant de l’Église en 1996.

## Historique

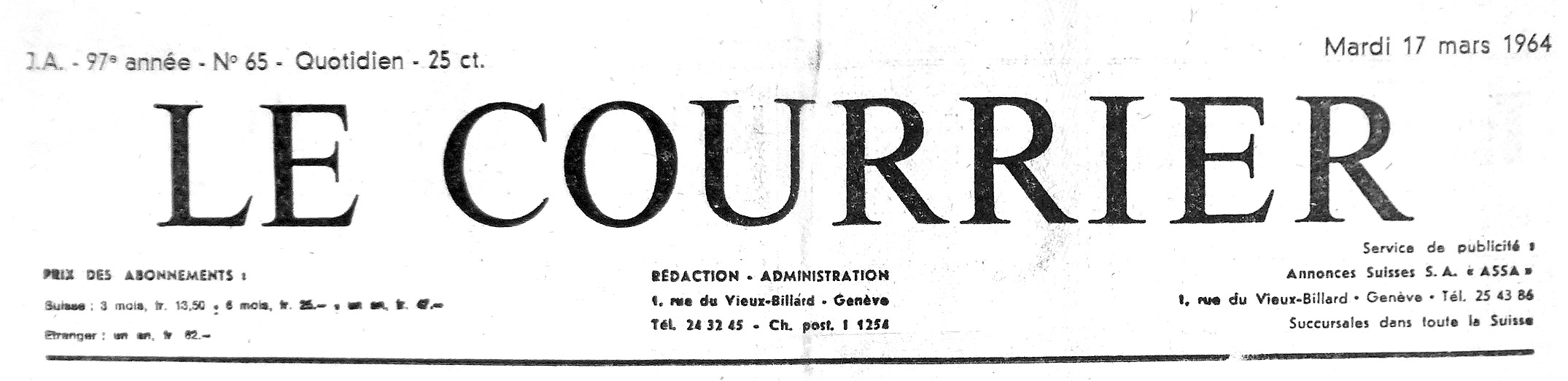
Page de titre du Courrier du 17 mars 1967.

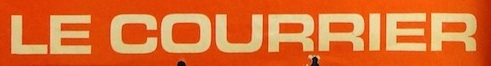
Logo en 1976 (détail d'une manchette).

Logo jusqu'à fin mars 2011.

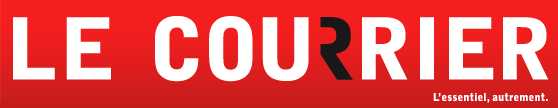
Logo dès 2011, réalisé par la HEAD.

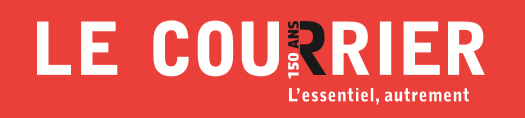
Logo en 2018, 150e anniversaire.

### Contexte
À l’époque du Kulturkampf, Le Courrier a contribué à la participation des catholiques de Genève à la politique cantonale. Depuis l’intégration des communes réunies en 1815-1816, pour former le nouveau canton de Genève, la représentation des catholiques était bien inférieure à leur nombre réel. Cette population rurale a été rattachée à Genève et à la Suisse sans avoir été consultée. Leur grande majorité était de confession catholique, et concernant les Savoyards, n'avait pas l’expérience d’un État de droit. Des « Lois éventuelles » s'assurent que les catholiques ne puissent être majoritaires au législatif et à l’exécutif. En 1835, ils étaient 16 sur un total de 278 députés. L'arrivée au pouvoir des radicaux de James Fazy en 1846 apporte une amélioration. Ils ne forment cependant encore que le tiers du corps électoral en 1860. Le gouvernement d’Antoine Carteret de 1871 introduit de nouvelles lois régissant le culte catholique, les prêtres doivent prêter serment d'allégeance, l’évêque Gaspard Mermillod est expulsé. Dès 1873, une « Église nationale » (plus tard les « vieux catholiques » ou « Église catholique-chrétienne ») est implantée dans presque toutes les paroisses, avec des prêtres salariés et nommés par une minorité d’électeurs. Les églises sont remises aux « nationaux », souvent par la force, avec serruriers et gendarmes, dont le célèbre « baptême à la baïonnette » de Compesières. Les autorités communales s’y opposent, 43 maires et adjoints sont révoqués par le gouvernement. La grande majorité des fidèles forment ce qu’il est désormais convenu d'appeler « Église catholique romaine », pour eux les « nationaux » sont « des intrus et des apostats ». L’Union des campagnes se crée en 1874, qui peu à peu organise efficacement les « catholiques romains » sur le plan politique.

### Journal catholique dès 1868
Le Courrier paraît pour la première fois le 5 janvier 1868 avec le sous-titre Feuille religieuse et nationale. C'est un hebdomadaire conservateur paraissant le dimanche et visant à défendre les intérêts catholiques dans la Genève protestante. Il est fondé par Gaspard Mermillod, le nouvel évêque de Lausanne et Genève ordonné en 1864, et le premier directeur est l’abbé Louis Jeantet.
En 1892, la parution du Courrier de Genève devient quotidienne, avec un tirage de 3 000 à 4 000 exemplaires. Après la séparation de l'Église et de l'État, en 1907, la feuille de lutte catholique perd sa raison d'être et son tirage chute à 1 000 exemplaires.
Une revue homonyme, le Courrier de Genève, journal politique, industriel et littéraire a paru de janvier 1842 à mars 1843, puis d’octobre 1857 à janvier 1858.

### Journal chrétien-social dès 1923
À partir de 1923, sous la direction de René Leyvraz, le Courrier de Genève devient un journal social-chrétien et le tirage atteint 5 700 exemplaires en 1932. L'église catholique trouve la ligne du journal trop à gauche et les tensions poussent le rédacteur en chef à démissionner en 1935,. Avant que Leyvraz ne revienne en 1945, deux prêtres se succèdent à la tête du journal durant les dix années suivantes : l’abbé Henri Carlier et l’abbé Albert-Marcel Chamonin.
L’abbé Carlier est né à Genève en 1895, de nationalité belge il est soldat de 1914 à 1918. Il prendra la nationalité suisse. Il est ordonné en 1923 après avoir étudié au Grand Séminaire de Fribourg. Suivent des vicariats à Carouge puis au Sacré-Cœur à Plainpalais. Il est ensuite curé dans les paroisses de Troinex (1932–1934), de Cointrin (1934–1938) puis de Sainte-Thérèse à Champel jusqu’à son décès prématuré en 1951. Henri Carlier semble avoir eu une fibre sociale car il est aumônier de prison en 1927–1929, rédacteur de L’Écho illustré dès la création de cet hebdomadaire en 1930, puis directeur et rédacteur du Courrier en 1934–1938,. En décembre 1943, une rencontre publique de soutien aux réfugiés réunit le professeur Pierre Bovet (de l'Institut Jean-Jacques Rousseau), le pasteur Brütsch et l’abbé Carlier.
L’abbé Chamonin n’est pas seulement directeur et rédacteur en chef du Courrier de 1938 à 1945, il fait aussi partie de la Commission cantonale de contrôle des films. Il est décrit comme « catholique ultraconservateur, qui a eu des sympathies pour l’extrême droite pendant la guerre », « un véritable agitateur ».

### Journal pétainiste en 1940-1945
En 1940, face au maréchal Pétain, le Courrier ne se distingue pas des autres journaux, il « ne veut surtout pas se poser des questions embarrassantes et se contente de voir ce qui va dans son sens », il se préoccupe de la réforme scolaire et milite pour le retour de Dieu à l'école genevoise.
L’équipe de rédaction n’est pas homogène : Schubiger peut être critique de Pétain, alors que Émile Déléaval est ouvertement favorable aux forces de l'Axe. Le journal se montre admiratif du maréchal Pétain et publie parfois sans commentaires des discours de Mussolini ou Hitler. Les catholiques genevois adressent en novembre 1942 une pétition à Mgr Besson, avec 169 signatures, demandant que le journal revienne « à une plus juste neutralité politique » et que l’évêque intervienne. Léon Nicole écrit aussi à Besson, accusant le Courrier de soutenir les thèses du IIIe Reich et signalant que dans plusieurs milieux ouvriers on considère un collaborateur du Courrier comme faisant partie de la cinquième colonne. Une pétition de février 1948, munie de plus de 300 signatures, vient en soutien de l’abbé Chamonin, et déclare que « le Courrier est le seul quotidien de Genève qui ait su avec un tact vraiment digne d’éloges, adopter la « ligne » qui convenait ». À la fin de la guerre, le Courrier est un des rares journaux romands interdits en France pour cause de collaborationnisme. Mgr Besson meurt en février 1945, il sera remplacé en novembre à l'épiscopat par François Charrière, qui tente d’abord une approche conciliante. Un article provocateur de Déléval intitulé « Au nom d’Hitler » paraît le 3 décembre, l’équipe formée par l’abbé Chamonin, Déléaval et Bersier est alors licenciée avec effet immédiat,.

### Journal pour la vérité, contre l’indifférence, dès 1945

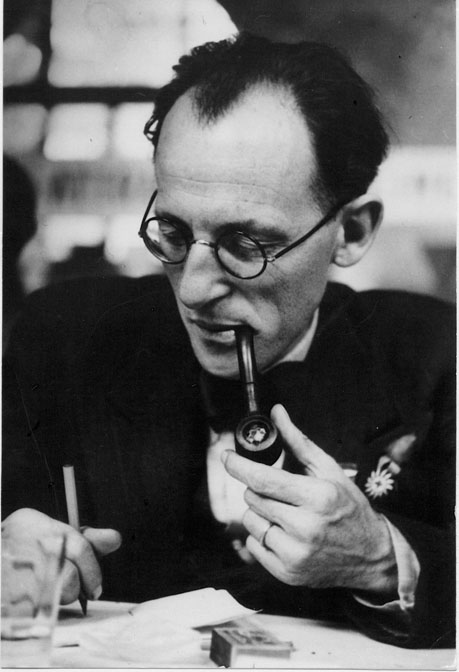
René Leyvraz (vers 1940).

René Leyvraz est donc finalement rappelé à la tête du journal, il écrit son premier éditorial le 15 décembre 1945. Le nombre d'abonnements a chuté de 10 000 à 3 300 entre 1935 et 1945, la situation financière du journal est « catastrophique ». Leyvraz choisit de diffuser le journal plus largement, avec des pages dédiées aux abonnées de Vaud, Valais et Neuchâtel, ce qui ne va pas sans créer des tensions avec les journaux catholiques de ces cantons. Cependant le nombre d’abonnés double presque en 1948, puis décuple en dix ans. Le Courrier de Genève change de titre le 1er décembre 1948 : il devient simplement Le Courrier. Dans les années 1960, le tirage oscille autour de 8 000 exemplaires.
À la fin des années 1940 le parti indépendant chrétien-social évolue sous l’influence patronale, s'éloignant de l’aile chrétienne-sociale. Levraz démissionne de son Comité directeur en 1949. Une période qualifiée de « refus du silence imposé » par la biographe de Leyvraz, Françoise Larderaz. En 1962, la presse catholique s’engage à ne pas publier d’articles en faveur de l’initiative contre l’armement nucléaire. Leyvraz refuse d'appliquer cette consigne.
À l’occasion des cent ans du journal, l’émission religieuse de la TSR « Présence catholique » du 17 mars 1968 est consacrée au Courrier. Le rédacteur en chef Jean-René de Ziegler affirme : « aujourd’hui, Le Courrier se bat contre l’indifférence (…) contre une certaine forme de renoncement, contre les agressions de l’époque moderne, cette espèce de néopaganisme… ». Dans l’équipe de rédaction les approches politiques de gauche et de droite sont représentées, ainsi le journal n’a-t-il pas pris position sur la « question nucléaire ».
La crise qui touche la presse en général affecte aussi Le Courrier qui fait face à de graves difficultés financières, avec un déficit d’un million de francs en 1970. Une collaboration avec La Liberté a permis de réduire les coûts : le journal est désormais imprimé à Fribourg (l’imprimerie de la rue du Vieux-Billard à Genève est fermée en février 1976), et une partie des pages du journal est reprise de La Liberté, cependant les trois quarts sont encore composées à Genève. L’abbé André Babel est alors le « conseiller ecclésiastique » du journal, il signe des éditoriaux, selon lui Le Courrier se distingue d’autres journaux sur des questions d’ordre moral, comme le divorce ou la régulation des naissances.
Après le départ de Leyvraz en 1963, le nombre d’abonnés chute à nouveau brutalement.

### Journal humaniste dès 1980, avec Pierre Dufresne
En 1979, le journal ne compte plus que 2 800 abonnés, c'est à ce moment que Pierre Dufresne (1927?-1996) est engagé comme nouveau rédacteur en chef. Il a auparavant travaillé durant trente ans pour L'Ordre professionnel, l’organe des syndicats patronaux : « un gage de fiabilité » aux yeux de ses nouveaux employeurs. Pierre Dufresne a cependant suivi un cheminement personnel, il a pris conscience des mécanismes qui produisent exploitation et exclusion, et son engagement religieux est de plus en plus tiers-mondiste,,. Depuis 1982, Le Courrier se définit comme une feuille d'opinion humaniste mettant l'accent sur les questions du christianisme et de la société. Un prix « Courrier » des droits de l'homme (puis prix Courrier des droits humains) est attribué à des groupes locaux ou suisses dès 1986.
En 1988, la rédaction locale du Courrier a reçu le prix Jean Dumur qui récompense le courage journalistique.

### Journal indépendant et socialement engagé dès 1996

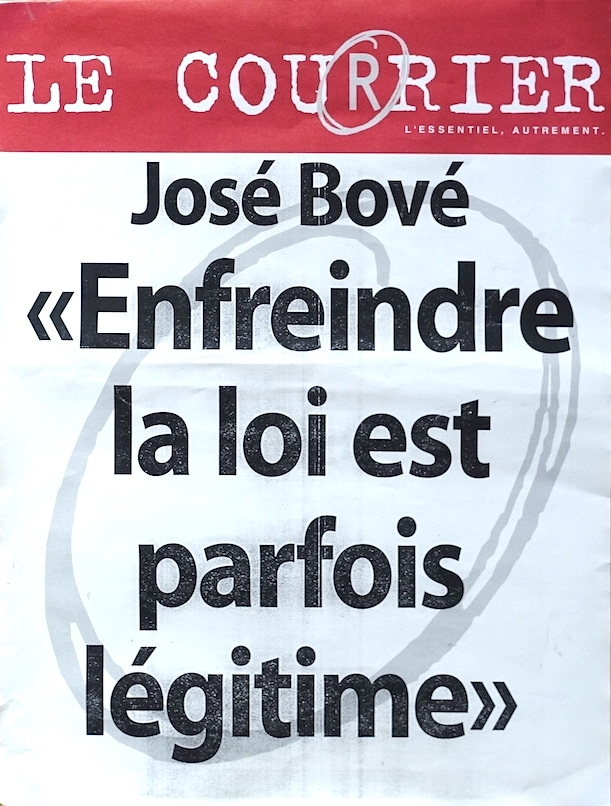
Manchette, José Bové, 2004.

En 1992, Patrice Mugny reprend la tête du journal. Sous sa direction, Le Courrier rompt définitivement avec l'Église catholique en 1996, et affirme de plus en plus une ligne socialement engagée.
En 1999, Manuel Grandjean succède à Patrice Mugny, qu'il a secondé durant les années précédentes. Confirmant la ligne progressiste du journal, il lui donne une coloration altermondialiste et offre au journal une crédibilité accrue par un journalisme exigeant. Des collaborations rédactionnelles sont établies avec d'autres titres, comme Le Monde diplomatique, Il manifesto, Pages de gauche et L'Émilie.
Depuis 2000, Le Courrier n’est plus imprimé à Fribourg mais chez Atar Roto Presse à Genève. C'est alors le seul quotidien imprimé à Genève. Il est aussi indépendant, c'est-à-dire qu'il n'appartient pas à un groupe de presse,. Il a également la particularité de ne dépendre que très marginalement des revenus publicitaires (20 %). L'essentiel de ses ressources financières provient des abonnements ou de la souscription, quasi annuelle, auprès de ses lecteurs.
Alors que le journal dépasse le seuil de 10 000 abonnés en 2004, Manuel Grandjean laisse la rédaction en chef à Marco Gregori. Celui-ci poursuit dans la ligne tracée jusqu'ici, développe quelques nouveaux projets rédactionnels, mais ne parvient pas à maîtriser une érosion des abonnements. Il annonce son départ après moins de deux ans passés à la tête du journal.
Le 4 octobre 2006, l'association éditrice du journal choisit le successeur de Marco Gregori. Il s'agit de Fabio Lo Verso, journaliste d'origine italienne en poste à la Tribune de Genève. Il prend ses nouvelles fonctions en janvier 2007 et les quitte en mai 2010.
Depuis 2004, les abonnements ont chuté en dessous de 10 000. Face à une situation jugée extrêmement critique, Le Courrier continue à lancer des appels à la solidarité de ses lecteurs. En novembre 2007, le quotidien annonce la suppression de sa rubrique sportive.
Fin mars 2011, une nouvelle formule associe un contenu et un graphisme repensés, ainsi qu'une modification du site internet. Le logo est réalisé par la Haute école d'art et de design (HEAD) de Genève. Principale innovation, quatre jours par semaine la page 2 propose les « Regards » d'un groupe de chroniqueurs venant compléter les éditorialistes, par le texte et par l'image.
En 2014 sont créées les « Éditions Le Courrier », avec deux livres reprenant des recueils de dessins ou de textes parus précédemment dans Le Courrier.
Avec le déménagement de la rédaction principale du Temps en 2015 et de l'essentiel de la rédaction de la Tribune de Genève en 2017 (tous deux à Lausanne), le Courrier « se sent de plus en plus seul » à Genève[source insuffisante].

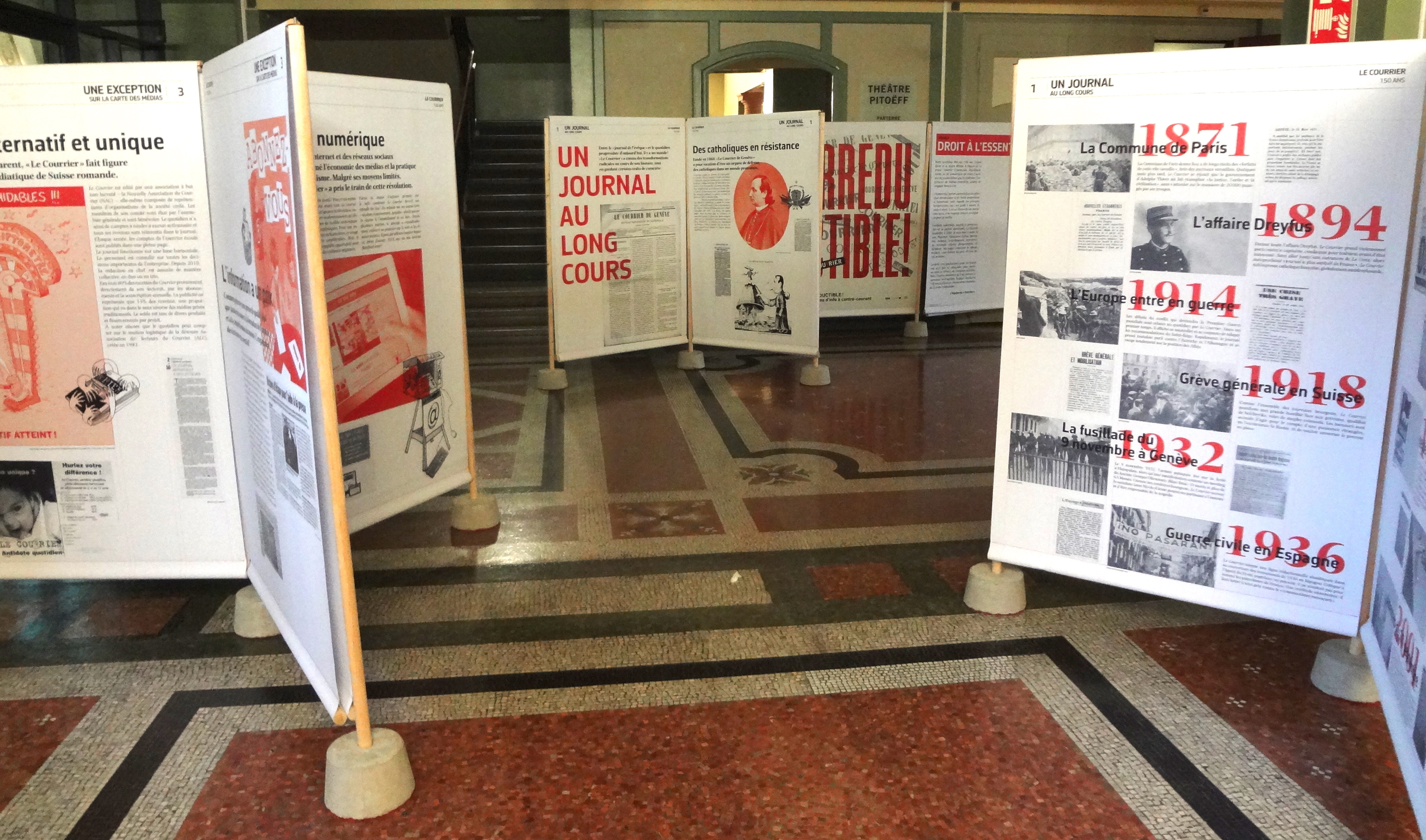
« Irréductible ! », exposition pour le 150e, 2018.

Dès l’été 2017, la « Tribune des sections Genève et Vaud Médias de syndicom » paraît sous la forme d’un encart de 4 pages dans Le Courrier, tous les deux mois. La section genevoise a opté pour cette « tribune de substitution » à la suite de la suppression du journal syndical par le comité central (en faveur d’une communication par le Web), rejointe par la section « Vaud Médias ». Cette collaboration augmente le cercle de lecteurs des idées du syndicat des médias et de la communication, et apporte un soutien et fait connaître Le Courrier aux membres du syndicat. L’encart a ses pages numérotées de I à IV,.
Le 150e anniversaire du journal est fêté sous le titre « Irréductible ! – 150 ans d’infos à contre-courant ». Plusieurs articles rétrospectifs sont publiés et une exposition est réalisée avec la HEAD, qui circule dans une dizaine de villes en Suisse en 2018. La rédaction s'est fixée pour objectif d’atteindre les 10 000 abonnés à la fin de l’année. Le Courrier est alors décrit dans le journal Gauchebdo comme « le seul quotidien indépendant de Suisse romande ».
Fin 2018, dans le cadre d’une enquête sur l’attribution des marchés concernant la sécurité à l’aéroport, Éric Lecoultre s’interrogeait sur le rôle joué par le chef de la sûreté, et par l’adjudication d’un contrat portant sur environ 80 millions de francs à l’entreprise Securitas. Le Ministère public classe une plainte émanant de l’entreprise visée. Une plainte pour diffamation déposée par l’ancien chef de la sûreté est retirée. Entre-temps, la Cour de justice a constaté de graves irrégularités dans l'attribution de ces marchés publics
,.

### Langage inclusif dès 2021
À l'occasion de la journée internationale des droits des femmes, en 2021, Le Courrier adopte le langage inclusif,.

### Nouvel appel et nouveaux locaux en 2022
Le journal aurait « passé une cote d'alerte en matière de baisse d'abonnements », une tendance que le rédacteur en chef Philippe Bach attribue entre autres à la concurrence des journaux gratuits. Cette situation pourrait mener à des licenciements ou des réductions de pagination. Une campagne est lancée à l’automne 2022 pour tenter de passer de 8 000 à 10 000 abonnés.
La réorganisation des Transports publics genevois dans la pointe de La Jonction nécessite que la rédaction quitte les locaux qu’elle occupe depuis les années 1990 à la rue de la Truite. Le déménagement a lieu en septembre 2022 pour le 18 avenue de la Jonction, tout proche.

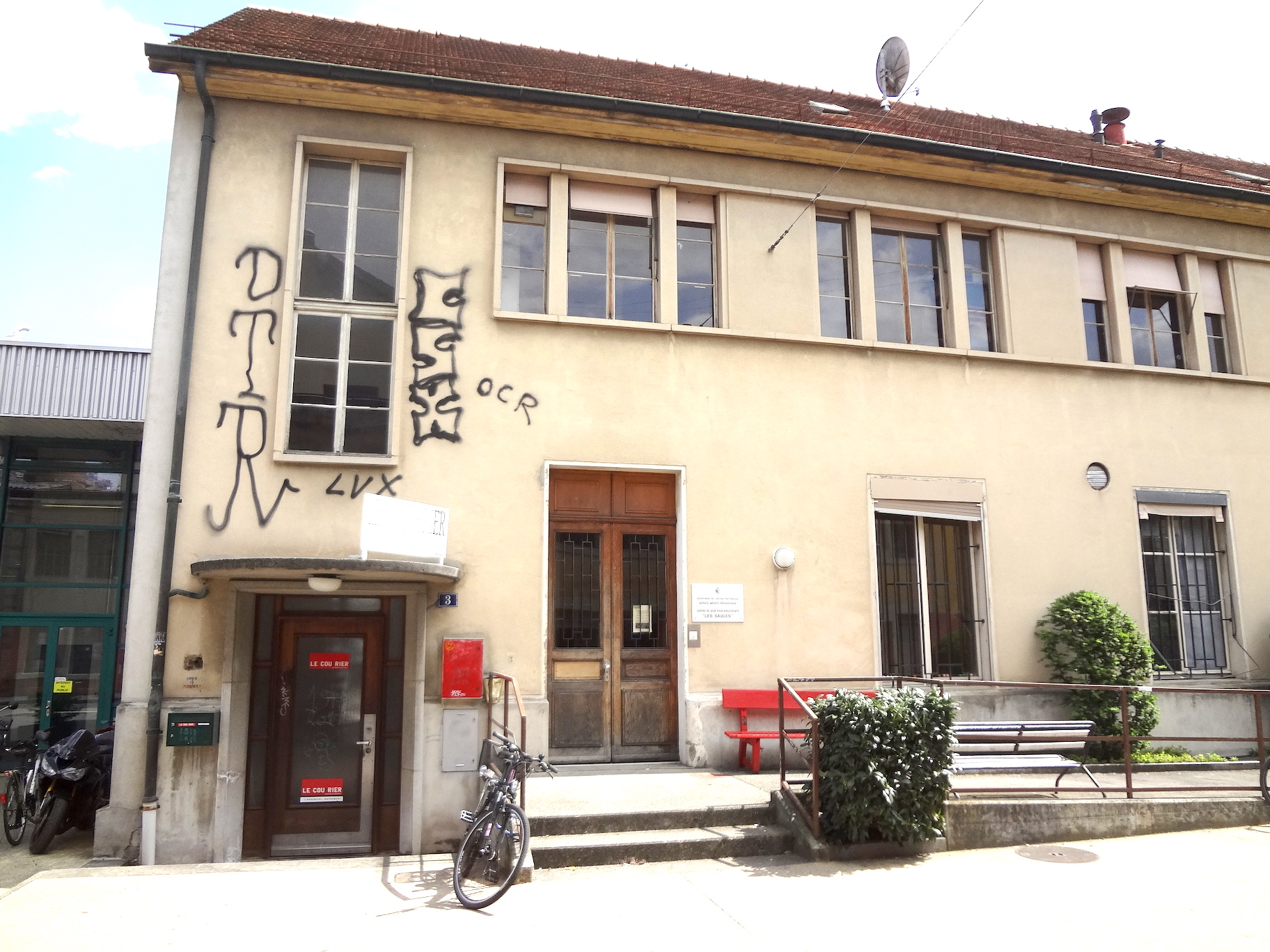
1990s-2022, 3 rue de la Truite (1er étage)
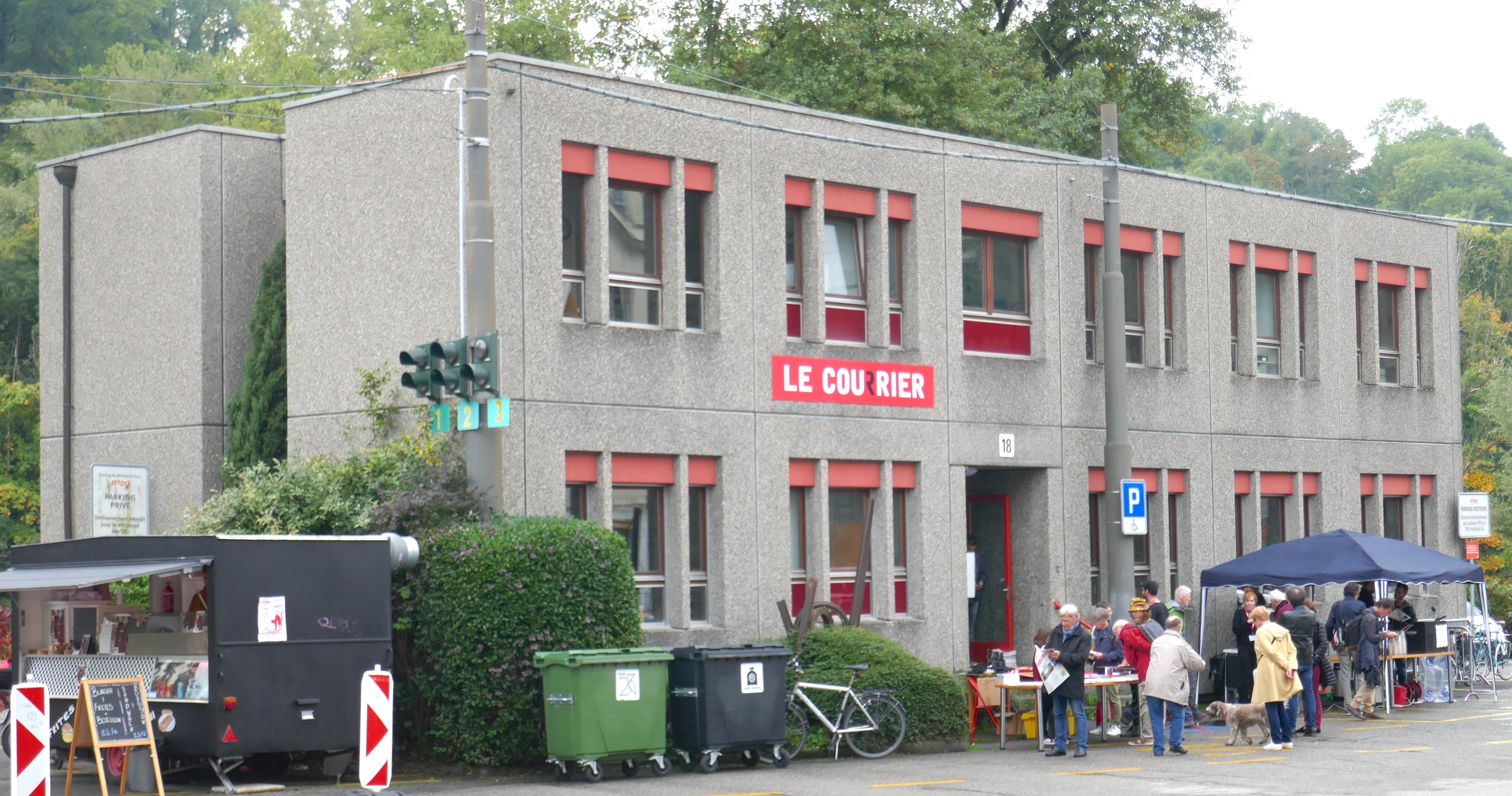
Dès 2022, 18 av. de la Jonction
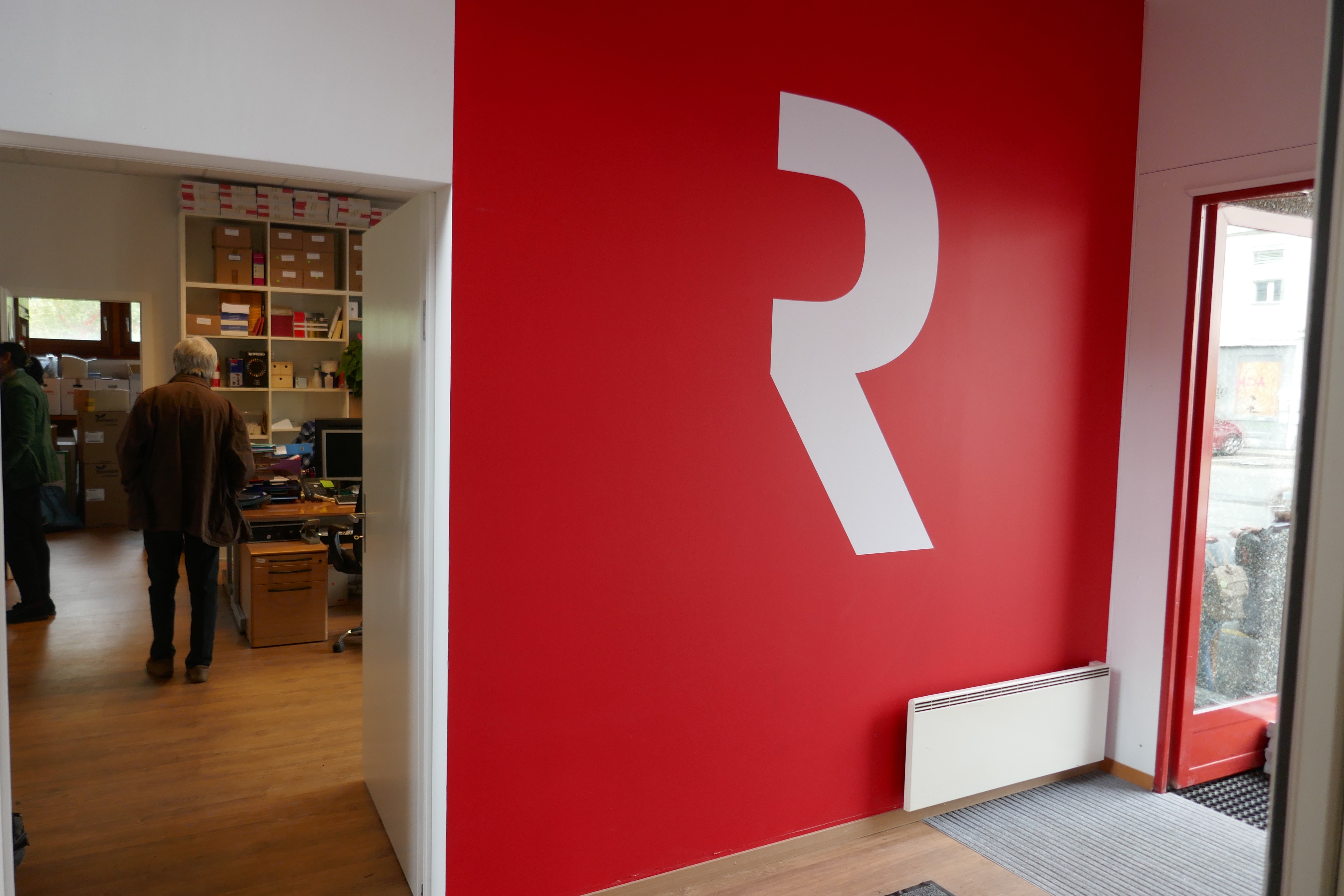
Hall et logo

## Affaire Gandur et Musée d’art et d’histoire, dès 2015

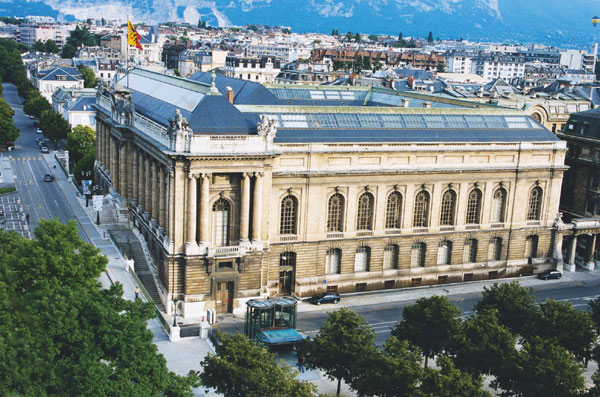
Musée d’art et d’histoire.

L’homme d'affaires, collectionneur d'art et mécène Jean Claude Gandur a déposé deux plaintes contre Benito Perez, journaliste au Courrier, à la suite de la diffusion d'un portrait le 16 mai 2015 dans le cadre du projet d’extension-rénovation du Musée d’art et d’histoire.
La plainte pénale pour « diffamation et calomnie » a été classée par le procureur général ; cette décision a été cassée par le Tribunal fédéral en novembre 2017 à la suite du recours intenté par Gandur. Le Ministère public ordonne le classement de la plainte en février 2019 et condamne l’homme d’affaires aux frais de procédure et au paiement d’indemnités. Ce classement est entériné le 24 juillet 2019 par la Cour d’appel de justice du canton de Genève. Ce verdict définitif constate que les écrits de Benito Perez étaient « licites », « légitimes » et publiés de « bonne foi », au vu du « faisceau d’indices de corruption » entourant la société fondée et dirigée par Gandur.

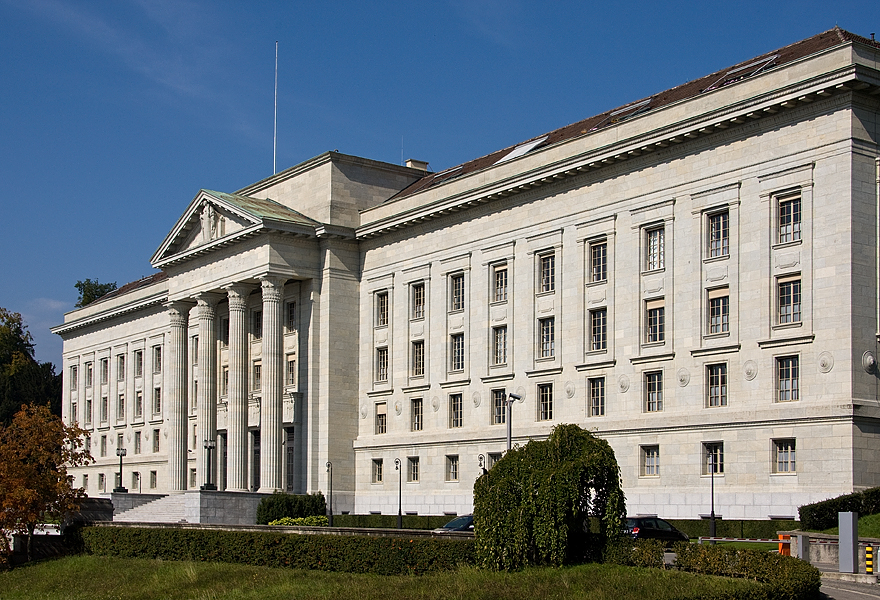
Le Tribunal fédéral à Lausanne.

La plainte civile pour « atteinte à l’honneur » a été traitée en première audience en mai 2017 ; le Tribunal civil de première instance donne raison au journal en octobre 2018. L'avocat de Gandur a déposé un recours,,. En juin 2019, la Cour de justice genevoise annule le jugement de première instance et décide que l’article publié en 2015 « constitue une atteinte illicite à la personnalité » de Jean Claude Gandur ; le Courrier est condamné aux frais judiciaires et d'avocat pour un montant de 47 000 francs, à retirer l’article litigieux de ses archives, à demander son déréférencement sur le moteur de recherche Google et à publier le jugement dans ses pages. Laura Drompt affirme que « les conséquences d'une telle décision de justice sont extrêmement graves pour notre profession » et Gustavo Kuhn pense que la survie financière du journal est mise en danger. Le Courrier fait recours au Tribunal fédéral,, qui déboute le journal en novembre 2021. Syndicom, le syndicat des médias, apporte son soutien au Courrier et affirme : « il est particulièrement grave qu’un Tribunal condamne un titre sur la forme d’un article, en l’espèce jugée trop affirmative et critique, davantage que sur les faits rapportés »,. Considérant que la décision du Tribunal fédéral contreviendrait aux principes fondamentaux de la liberté de la presse, un recours est adressé à la Cour européenne des droits de l'homme en 2022.

## Organisation

### Nouvelle Association du Courrier (NAC)

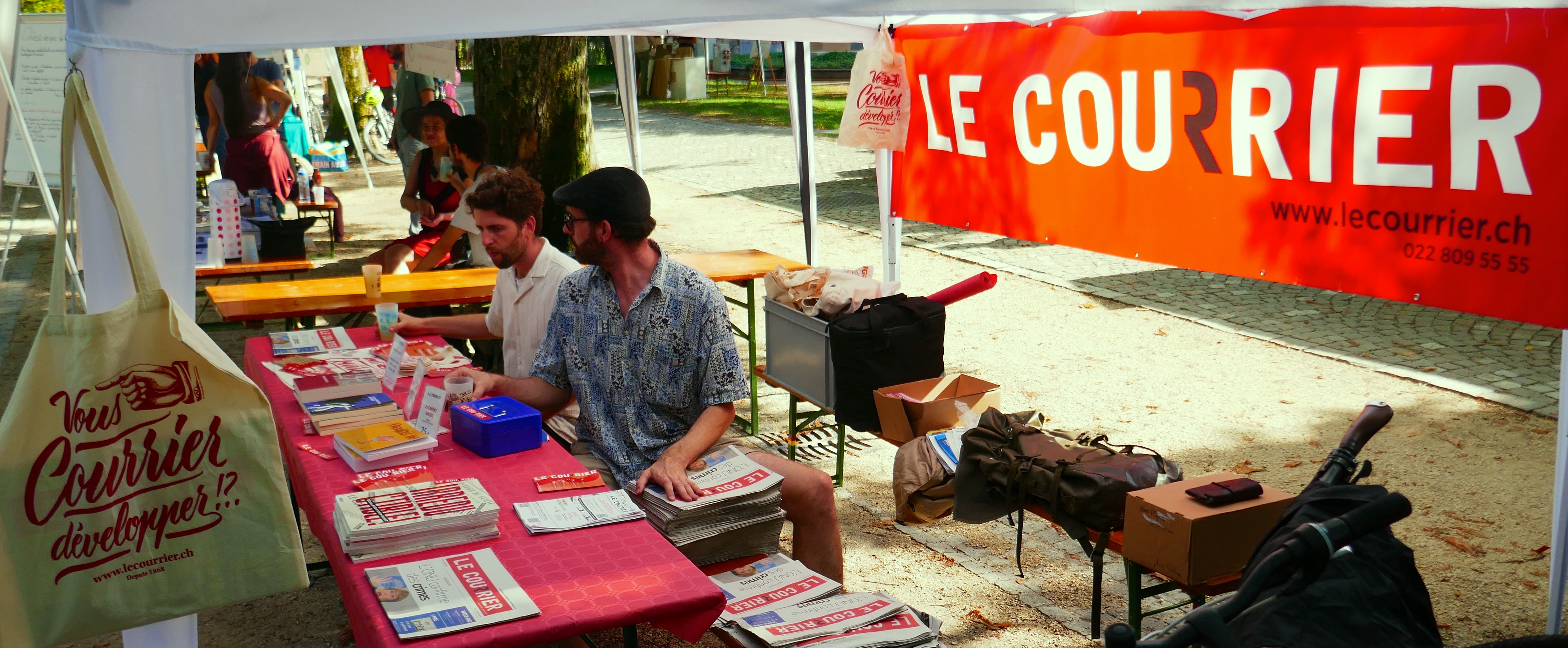
Stand du Courrier à Alternatiba 2022.

Le Courrier est édité par la NAC (Nouvelle Association du Courrier), association sans but lucratif.
En 2024, la NAC est présidée par Manuel Grandjean et ses membres représentent 26 associations, dont les Ateliers d'ethnomusicologie (ADEM), l'Aumônerie genevoise œcuménique auprès des requérants d'asile (AGORA), ATTAC-Genève, l’Association pour le Bateau Genève, Caritas Genève, le Centre de contact Suisses-Immigrés (CCSI), le Centre Europe-Tiers-Monde (CETIM), la Commission tiers monde de l'Église catholique (COTMEC), le Centre social protestant (CSP), le Groupe pour une Suisse sans armée, les Amis du Monde diplomatique, la Ligue suisse des droits de l'homme, Médecins du monde, Mesemrom (défense des Roms), Pro Velo, Public Eye (anciennement Déclaration de Berne), Uniterre, l'Union syndicale vaudoise.
La NAC comprend également une quinzaine de personnes cooptées, cinq représentants de l'Association des lecteurs du Courrier (ALC), ainsi que sept membres du personnel.

### Rédaction en chef

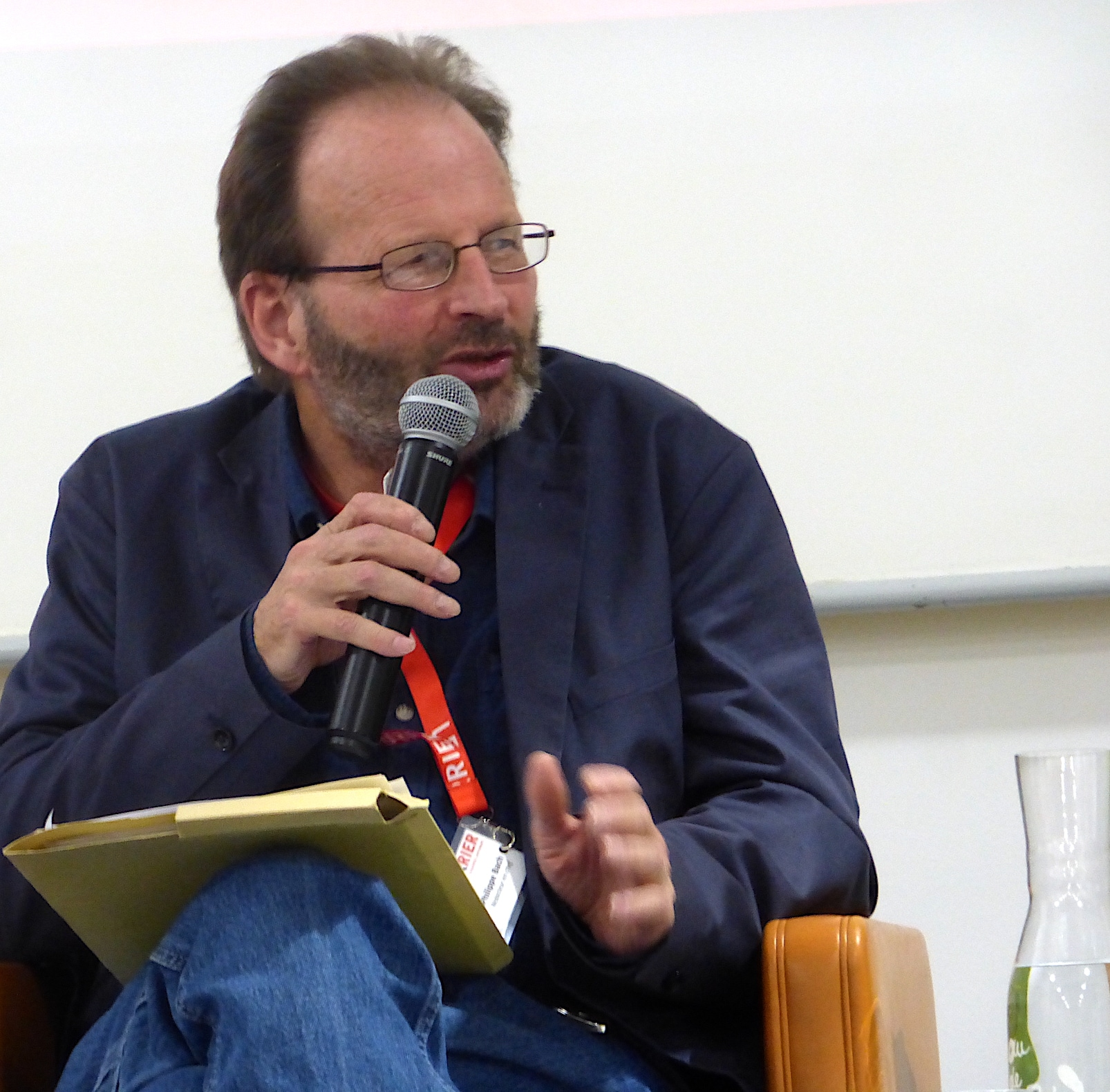
Philippe Bach, rédacteur en chef en 2013-2017 et depuis 2021.

En 2010-2020, c'est une équipe de deux ou trois personnes qui assure la rédaction en chef, avec une « volonté de féminiser cet organisme dirigeant et de le renouveler périodiquement ». En novembre 2012, pour la première fois une femme accède à cette fonction,. De 2021 à 2024, Philippe Bach est seul rédacteur en chef. La NAC entérine une nouvelle organisation avec un collège de quatre personnes dès 2025.
| Rédacteur en chef jusqu’en 1979 | Années |
| --- | --- |
| Abbé Louis Jeantet (1839-1911), Abbé Raoul Snell (1874-1951) Jules-Édouard Gottret (1865-1953), Alfred Ribeaud François Carry (1857-1928), Abbé Mordasini René Leyvraz (1898-1973), Abbé Henri Carlier (1895-1951) (directeur), Abbé Albert-Marcel Chamonin (dir. et réd.), René Leyvraz (1898-1973) Jean-René de Ziegler Roger Villard, Gérard Théodoloz, Rodolphe Eckert (1925-2011) | 1869-1911 1911-1917 1917-1920 1920 1920-1923? 1923 1923-1935 1934-1938 1938-1945 1945-1963 1963-1968 1969-1976 1976-1978 1978-1979 |

#### Rédaction en chef dès 1980
- Pierre Dufresne 1980-1992[CR 4],[18]
- Patrice Mugny 1992-1999[CR 1]
- Manuel Grandjean 1999-2004[CR 1]
- Marco Gregori 2004-2006[CR 1]
- Fabio Lo Verso 2007-2010[CR 1]
- Samuel Schellenberg 2010-2012[CR 22]
- Rachad Armanios 2010-2013[20]
- Benito Perez 2010-2013[CR 22]
- Christiane Pasteur 2012-2017[CR 16]
- Dominique Hartmann 2013-2017[CR 23]
- Philippe Bach 2013-2017[CR 23],[CR 22]
- Laura Drompt 2017-2020[3],[CR 24]
- Gustavo Kuhn 2017-2020[CR 24]
- Philippe Bach 2020 (interim)[CR 25]
- Benito Perez 2020 (interim)[CR 25]
- Philippe Bach 2021-2024[CR 25]
- Collège de quatre personnes dès 2025[CR 17]

### Diffusion

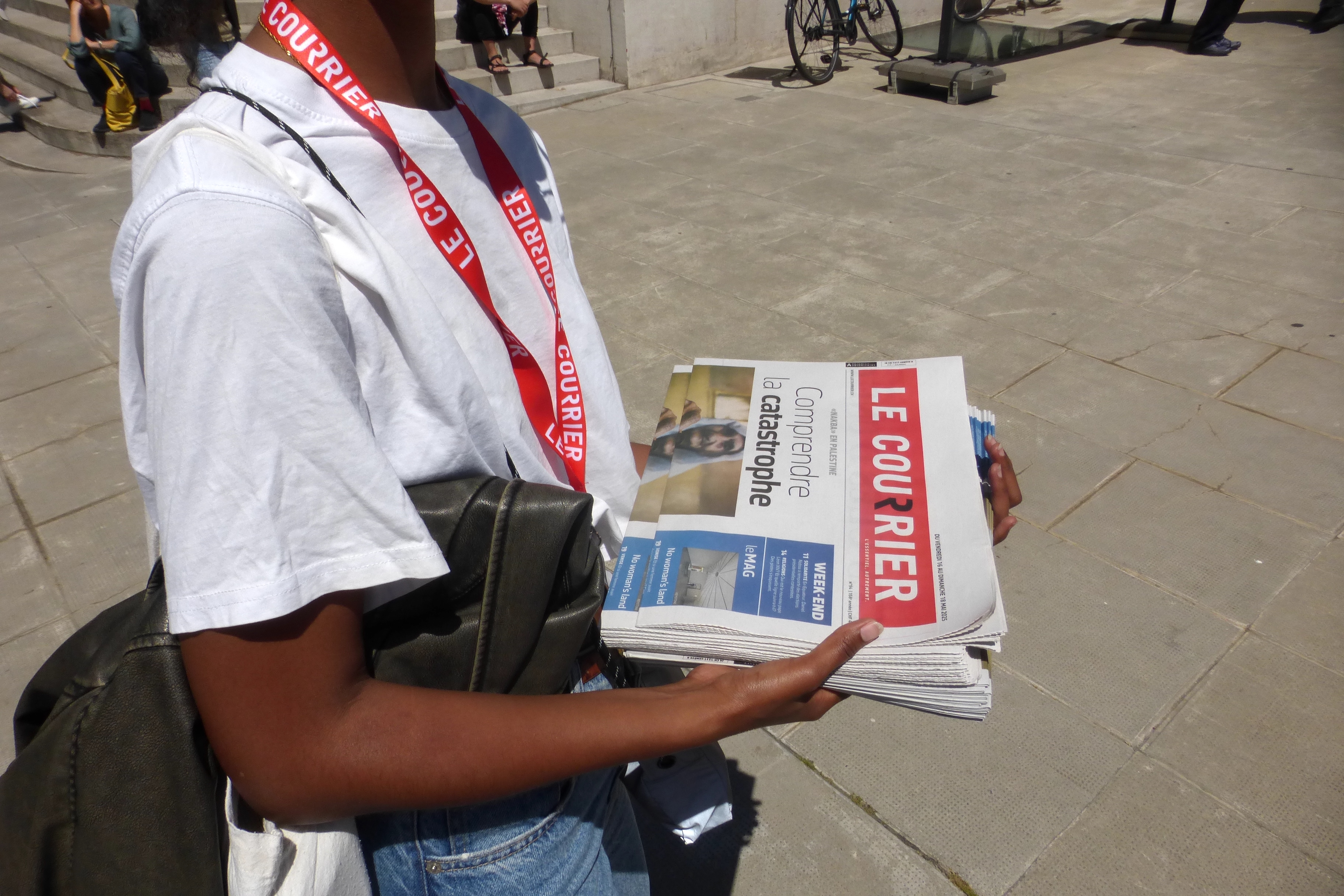
17 mai 2025.

Les chiffres disponibles indiquent parfois le tirage diffusé, parfois le nombre d’abonnés. En 2013-2017, le nombre d’abonnés dépasse le tirage de 1 200 à 1 500 exemplaires. Les abonnements ont connu un sursaut au début de la pandémie de COVID-19, en 2020, pour retomber en 2021.
- 1892-1908 (tirages), 1932-1935, 1949, 1970, 1980, 1993, 1996, 1997 (7 500), 1998 (8 500) : historique du Courrier[CR 1].
- 1923, 1928 et 1948, (1949 : 8081 au 1er janvier), 1961 (tirage) : thèse sur René Leyvraz[4].
- tirages certifiés : 9 116 (2006), 7 510 (2013), 7 550 (2015), 7 200 (2017)[50],[CR 27].
- 9 041 abonnés en 2009 (communiqué ATS 14 novembre) ; 8 745 en 2016, 8 410 en 2017, 8 312 en 2020.

### Modèle économique

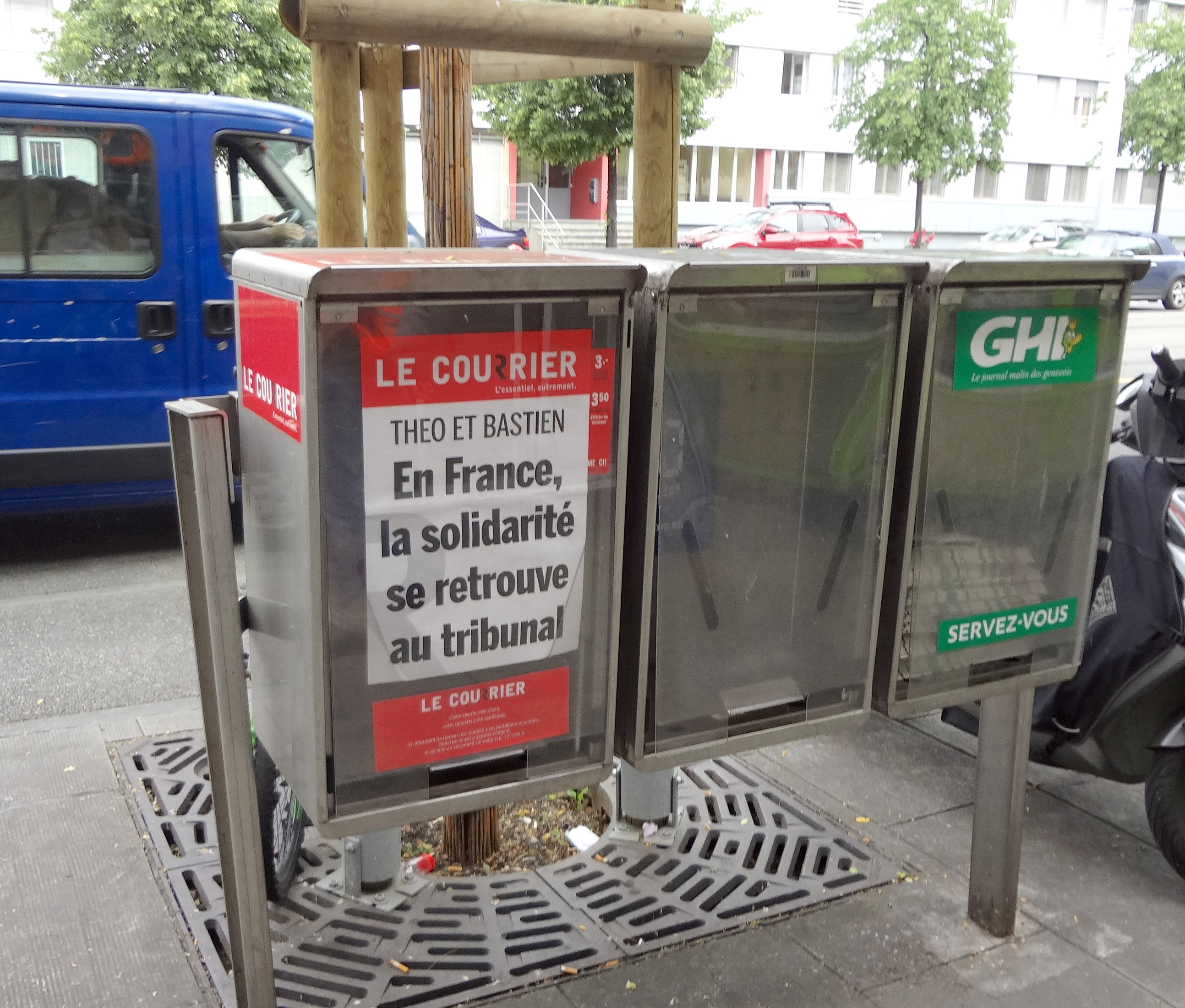
Vente directe, caissettes à la route des Acacias.

La répartition des revenus du journal sont garants de son indépendance : plus de 80 % sont assurés par les lecteurs (en 2015 : abonnements 71 %, souscriptions 9 % et autres ventes 1 %), seulement 15 % sont assurés par la publicité et des partenariats,. La part de la publicité va décroissante, 11 % en 2020.
Chaque année un appel aux dons nommé « souscription » permet de combler le déficit d’exploitation, un revenu qui a varié en 2014-2024 d’un minimum de 288 000 francs en 2016 (avec 1 366 donateurs) à un maximum de 344 000 en 2021 (année de pandémie, 1 455 donateurs), soit un complément de 8 à 10 % aux produits d’exploitation. La souscription 2024 a rapporté près de 321 000 francs,,.
Le personnel accepte un salaire modeste : en 2014, la grille salariale du Courrier date des années 1990. La majorité des 36 employés (dont 21 journalistes) est engagée à 60-80 %, pour un total de 26,5 EPT,. L´équipe a renoncé à l´indexation des salaires en 2022.
Durant la période estivale, depuis 2010, le journal ne paraît plus le lundi et sa pagination est réduite les autres jours.
Face à l’augmentation du prix de la diffusion postale, le journal passe de 6 à 5 éditions hebdomadaire dès fin août 2015 : un « Courrier du week-end » amélioré paraît le vendredi et l’édition du samedi est supprimée. Ce qui représente 132 000 francs d’économies pour 2016. Cette diminution de l’offre aux abonnés a été doublée d’une semaine de vacances sans solde obligatoire pour tous les membres de l’équipe en 2015, « dans un souci de symétrie des sacrifices ».
Aussi depuis l’été 2015, la tarification des abonnements est modifiée. Aux tarifs réduit, standard et de soutien s'ajoute un nouveau choix : le « tarif prix coûtant ». Chaque abonné dispose de la possibilité d’opter pour la formule correspondant à ses moyens. Pour le journal, l’objectif est de permettre aux abonnés de se montrer solidaires vis-à-vis des lecteurs et lectrices ayant besoin d’un prix réduit. Dès 2021, les modèles d’abonnements se déclinent en « Intégral » (papier et web), « Combi » (web et papier le week-end seulement), « Web » et « Week-end » ; le prix de l’abonnement web est augmenté car il était jusqu’alors sous-estimé par rapport à la réalité des coûts.
Le Courrier est membre d’APRES (Chambre de l’économie sociale et solidaire, dans la région genevoise).
Selon une étude commandée par la Commission fédérale des médias et publiée en 2018, Le Courier n'est pas confronté aux mêmes défis que les cinq autres principaux quotidiens régionaux suisse romands : là où les autres doivent faire face à la « baisse de la publicité », Le Courier est plus concerné par les risques résultants de ses procès et par l’augmentation des tarifs postaux.

## Archives
Une numérisation intégrale des anciens numéros du Courrier, est décidée en 2019. La Ville de Genève, le groupe Tamedia (devenu TX Group), la Nouvelle Association du Courrier et la Bibliothèque nationale ont conclu un partenariat en avril 2019. Trois journaux sont concernés : Le Courrier (dès 1868), la Tribune de Genève (dès 1879), et La Suisse (1898-1994). Plus de 2 millions de pages sont numérisées sous la responsabilité de la Bibliothèque de Genève, un projet estimé à 1,5 million de francs. Les fonds nécessaires sont réunis par l’Association pour la numérisation des journaux patrimoniaux genevois (ANJG), présidée par Martine Brunschwig Graf. L'objectif est de rendre ce patrimoine accessible au plus grand nombre. Les numéros de la période 1860-2009 sont accessibles sur la plateforme e-newspaperarchives.ch.

## Archives photographiques
Fonds d’atelier d'archives photographiques du Courrier (1965-2004) [4870 tirages couleur et noir/blanc].  Cote : CH-000007-9 CIG cour. Genève : Centre d'iconographie de la Bibliothèque de Genève (présentation en ligne). Ces archives photographiques témoignent de la société genevoise et des luttes et crises qui l'ont traversées. D'une tendance sociale située à gauche, à la différence d'autres journaux genevois, le Courrier apporte un regard différent.

## Soutiens

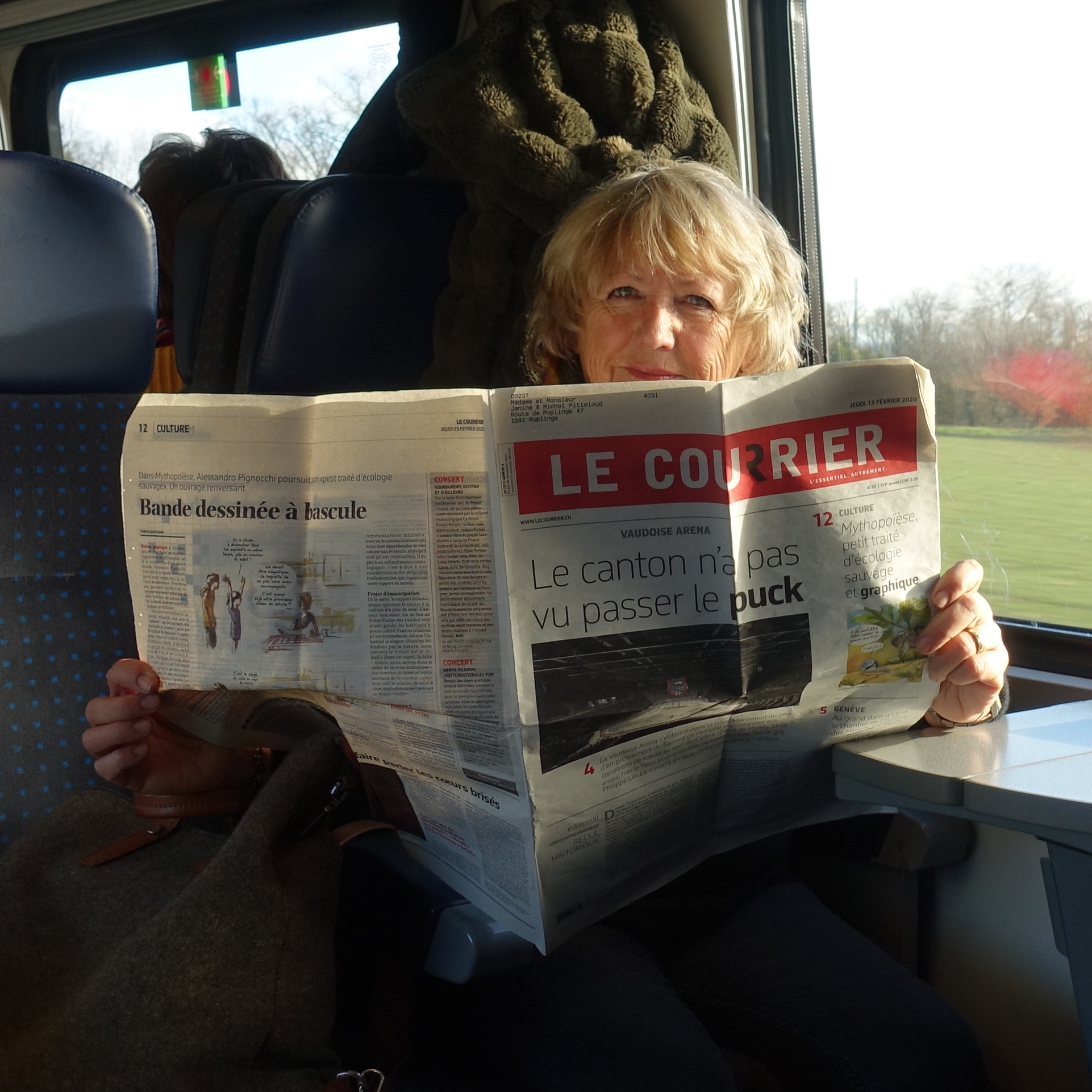
Une lectrice du Courrier, 2020.

La Fédération genevoise de coopération (FGC) participe financièrement à la parution des pages « Solidarité ».
Le fonds « Architrave » est alimenté par des cotisations élevées (500 ou 1 000 francs par an), qui permet de financer des journalistes indépendants pour réaliser des enquêtes et des reportages originaux.
L'Association des lecteurs du Courrier (ALC) a été fondée en 1992, sous la présidence de René Cruse. Elle compte environ 300 membres. Cette association s'engage dans la promotion du journal (stands, soutien administratif).

## Prix des droits humains
Ce prix décerné par Le Courrier a été créé en 1986 par Pierre Dufresne. Il récompense « des personnes ou mouvements dont l'activité en faveur des droits humains a particulièrement marqué la rédaction ». Le prix est décerné tous les deux ans et est doté d'une somme de 1 000 francs. Le premier lauréat, en 1986, est un groupe de collégiens engagé pour les droits de l'homme, « Le Pavé ». Il y a deux lauréats en 1988 : l'Action parrainage des requérants d'asile (association créée en 1985) et Alba Viotto (membre d'Amnesty International).
Les lauréats suivants sont : en 2002 « ÉLISA » (assistance juridique bénévole aux requérants d'asile à Genève, association créée en 1986) ; en 2004 TRIAL (Track Impunity Always, association suisse de lutte contre l'impunité, créée en 2002) ; en 2006 Françoise Kopf et IGA-SOS Racisme (service d’assistance pour les personnes victimes de discrimination, créé en 2001) ; en 2010 Mesemrom (organisation de défense des Roms) ; en 2012 Géraldine Puig (pour le Centre de conseils et d'appui pour les jeunes en matière de droits humains - CODAP) ; en 2014 « Droit de rester » (collectif lausannois soutenant les requérants d'asile depuis 2008) ; en 2016 « Vivre Ensemble » (association diffusant des informations dans le domaine de l’asile et de la migration) ; en 2018 Michela Bovolenta (pour le collectif « Grève des femmes »).

## Éditions

### ÉditionsLe Courrier
- Vincent (préf. Barrigue), Première vague, Genève, Le Courrier, 2020, 112 p.Recueil des dessins de Vincent autour de la pandémie du Covid 19.

- Nicolas Tavaglione (préf. Michel Bühler, ill. Vincent), Dernières Nouvelles du Zoo, chroniques politiques, Genève, Le Courrier, 2014, 184 p. (ISBN 978-2-8399-1561-8)Choix de chroniques publiées mensuellement dans Le Courrier, 2011-2014.

- Bénédicte, 101 dessins de presse de Bénédicte, Genève, Le Courrier, 2014, 112 p. (ISBN 978-2-8399-1398-0)Rétrospective des dessins publiés dans Le Courrier du 1er avril 2011 à février 2014.

- Black Movie : cinémas, théâtre, photographie, musique : 26 mars - 3 avril 99 [programme], Genève, Le Courrier, 1999, 24 p.

- Jean-François Pierrier, Chronique des années brunes à la frontière genevoise, Genève, Le Courrier, 1984, 84 p.

- Alain Perrot, Un défi à relever par les défenseurs des droits de l'homme et du Tiers-monde : réponses aux propos démobilisants, Genève, Le Courrier, 1983, 20 p.Tirage à part, revu et complété, d'une série d'articles parus dans Le Courrier en 1983 sous le titre Échec à la démobilisation.

- Yves Dupont (photos), Pollution : Étude sur la région lémanique, Genève, Le Courrier, 1972, 87 p.

- Paul VI à Genève : de l'OIT au COE, Genève, Le Courrier, 10 juin 1969, 19 p.

- Fête des costumes suisses à Genève : samedi 27 et dimanche 28 juin 1931, Genève, Le Courrier, 1931, 32 p.

- Le centenaire du Cardinal Mermillod, 1824-1924 [supplément], Le Courrier de Genève, 28 septembre 1924, 8 p.

### Collection «Hors-série», 2016-2017
- Dominique Hartmann (éditorial), Tous égales : les femmes luttent pour leurs droits, Genève, Le Courrier, coll. « Hors-série » (no 3), décembre 2017, 100 p.[CR 36]

- Benito Perez (éditorial), Sur les traces de la Suisse rebelle, Genève, Le Courrier, coll. « Hors-série » (no 2), décembre 2016, 98 p. (présentation en ligne)Compilation d’articles écrits lors de deux séries d’été, parues sous le titre « Les lieux de la contestation », en 2013 et 2014[CR 37]. Complété par quelques contributions inédites.

- Alternatives, le monde des possibles, Genève, Le Courrier, coll. « Hors-série » (no 1), avril 2016 (présentation en ligne)

### Spécial anniversaire, 1943-2018
- Charles Philipona, Mario Togni, Frédéric Deshusses, Didier Bonny, Alix Heiniger, Philippe Bach, Laura Drompt, Benito Perez, Roderic Mounir, Jean Patrick di Silvestro, Irréductible! : 150 ans d’info à contre-courant, Genève, Nouvelle association du Courrier, 2018, 97 p. (ISSN 1424-1404)Historique (articles de Ch. Philipona de 2008, mis à jour et complétés). Thèmes. La fabrique du Courrier. Hommage à Ch. Philipona.

- «Le Courrier», 125 ans d'une histoire souvent tumultueuse, série de six articles parus dans Le Courrier (23, 26 et 20 avril, 6, 14 et 29 mai 1993)

- Cent ans d'histoire : Courrier de Genève : plaquette commémorative, Genève, Le Courrier de Genève, 1968, 137 p.Textes de Roger Bonvin, Maurice Zermatten, et autres.

- 75 ans Courrier de Genève, 1868-1943, Genève, Courrier de Genève, 1943, 12 p.Textes de Albert-Marcel Chamonin et al.

### Coéditions, 1945-2024
- Anne-Catherine Menétrey et Luc Recordon (préfacier), En passant… chroniques et carnets, Genève et Lausanne, Éditions d'en bas, 2024, 184 p. (ISBN 978-2-8290-0697-5)Chroniques publiées dans Le Courrier (2016-2023) et ailleurs.

- Tu es la sœur que je choisis, Genève et Lausanne, Éditions d'en bas et Le Courrier, 2019, 164 p. (ISBN 978-2-8290-0600-5, présentation en ligne, lire en ligne)Récits, poèmes, théâtres de 33 écrivaines, cinq dessins d’illustratrices romandes. Partiellement en ligne : certains textes et un dessin sont publiés dans Le Courrier en préalable à la grève des femmes du 14 juin 2019.

- Anne-Catherine Menétrey, Transitions, Genève et Lausanne, Éditions d'en bas, 2016, 196 p. (ISBN 978-2-8290-0532-9)Chroniques publiées dans Le Courrier et/ou dans « Les Quotidiennes » (blog de 24 heures) dès 2011.

- Adrienne Barman, Le fourneau voyageur : Les meilleures recettes des copains d'Adrienne, Genève, La Joie de lire, 2007, 45 p. (ISBN 978-2-88258-428-1)Recettes parues dans Le Courrier, bande dessinée.
- Adrienne Barman, Les meilleures recettes des copains d'Adrienne, Genève, La Joie de lire, 2006, 47 p. (ISBN 978-2-88258-374-1)Recettes parues dans Le Courrier, bande dessinée.

- Riccardo Petrella, Le manifeste de l'eau : pour un contrat mondial, Lausanne et Genève, Page deux, 1999, 135 p.
- Michel Bonnet, Le travail des enfants : terrain de luttes, Page deux, 1999, 126 p.

- Fondation des clefs de Saint-Pierre, Genève en liesse : les Clefs de Saint-Pierre, 9-10-11 juin 1989, 175e anniversaire de l'entrée de Genève dans la Confédération, Le Courrier, Tribune de Genève, Journal de Genève, La Suisse, 1989, 32 p.

- 450e anniversaire de la Réformation, Genève, 1536-1986, Le Courrier, Tribune de Genève, Journal de Genève, La Suisse, 1986, 31 p.

- Journal de Saint-Pierre [à l'occasion de la réouverture de la cathédrale de Genève], Journal de Genève, Tribune de Genève, Le Courrier, La Suisse, 1982, 32 p.

- Étienne-Marie Lajeunie, Le Pape et l'Escalade : conférence faite à l'aula de l'université de Genève le 27 novembre 1952, Société catholique d'histoire et Le Courrier, 1953, 12 p.

- La presse genevoise, quotidien publié pendant la grève des typographes par le Courrier de Genève, le Journal de Genève, La Suisse, et la Tribune de Genève, dès le 12 mars 1948

- Mgr Grente (archevêque-évêque du Mans), Sainte Clotilde, princesse genevoise, première reine de la France 474-545 : discours prononcé au Victoria Hall, à Genève le 3 juin 1945 à l'occasion du XIVe siècle centenaire de sa mort, L'Écho illustré, Le Courrier, 1945, 23 p.

### Reprise d’articles parus dansLe Courrier
- Ibn al Rabin (alias Mathieu Baillif), De la ductilité du sbrinz, Genève, Atrabile, 2023, 232 p. (ISBN 978-2-88923-136-2)Reproduction de 400 strips (mini bande dessinée de quatre à 5 cases sur une seule ligne), parus sur une dizaine d’années dans Le Courrier[CR 38].

- Marco Marcacci, Bernard Lescaze, Marco Gregori, « Genève : du progrès graduel à la révolution radicale », dans Double naissance de la Suisse moderne, Genève, S. Hurter, 1998 (ISBN 2-940031-82-7), p. 95-117Textes parus dans Le Courrier en 1996-1997.

- Fédération genevoise de coopération, Quelques réalisations, Genève, Fédération genevoise de coopération, 1987, 31 p.

## Distinctions
- En 1988, le prix Jean Dumur est attribué à l'équipe locale du Courrier pour la vivacité de ses enquêtes[19].

- L'Association autrices et auteurs de Suisse (AdS) a attribué en 2014 au Courrier le prix « Plume de paon », pour la place accordée en permanence à la littérature contemporaine venant d'horizons divers[CR 39].

- Les bureaux de l'égalité ont attribué en 2016 le premier prix « Femmes et médias » à un dossier de Laura Drompt, Dominique Hartmann et Mohamed Musadak consacré au care (activités faiblement rémunérées touchant au ménage et au social)[60],[61],[CR 40].

- L'Office fédéral de la culture attribue en 2019 le Grand Prix suisse d’art / Prix Meret-Oppenheim à Samuel Schellenberg. C’est la première fois en 19 ans que ce prix va à un journaliste. Samuel Schellenberg est historien de l'art de formation, il dirige la rubrique culturelle du Courrier depuis 2008[62].

### Dans la littérature
- Christine de Mazières, Locarno, Genève, Seuil, coll. « Cadre rouge », 2025, 304 p. (EAN 9782021575996)Le personnage principal, Louise, est la correspondante du Courrier de Genève lors de la conférence et des accords de Locarno en 1925[63].